# Duroia velutina
Duroia velutina là một loài thực vật có hoa trong họ Thiến thảo. Loài này được Hook.f. ex K.Schum. mô tả khoa học đầu tiên năm 1889.